# Verbicaro rosato
Il Verbicaro rosato è un vino DOC la cui produzione è consentita nella provincia di Cosenza.

## Caratteristiche organolettiche
- colore: rosa più o meno intenso
- odore: delicato, caratteristico
- sapore: fresco, asciutto, armonico

## Produzione
Provincia, stagione, volume in ettolitri
- nessun dato disponibile